# Cantón Paján
Paján (San Juan Bautista de las Golondrinas de Paján) es un cantón de la provincia de Manabí en Ecuador, tiene una población de 35.192 habitantes.  Su cabecera cantonal es la ciudad de Paján.  La alcaldesa actual para el período 2023 - 2027 es Karen Marcillo.

## Extensión y límites
Paján tiene una extensión de 1078 km². Sus límites son:
- Al Norte con los cantones Olmedo, Jipijapa y Veinticuatro de Mayo.
- Al sur con las provincias de Guayas y Santa Elena.
- Al este con la provincia de Guayas.
- Al oeste con el cantón Jipijapa y la provincia de Santa Elena.

Bandera de Paján

## División política
Paján se divide en cinco parroquias:

### Parroquias Urbanas
- Paján (cabecera cantonal)

### Parroquias Rurales
- Guale
- Lascano
- Cascol
- Campozano (La Palma de Paján)

Además de que Paján tiene recursos naturales como ríos y algunas cascadas.
Aquí se presentan peleas de gallos que atraen.

## Artistas
Siomara España, es una Poeta, ensayista, crítica de literatura y arte, y docente universitaria, nacida en la parroquia Alejo Lascano del cantón Paján, provincia de Manabí. dentro de su trayectoria artística, ha viajado por distintos países, llevando su poesía a los más variados escenarios del mundo cultural, donde siempre se ha destacado como hija ilustre, dejando en alto el nombre del cantón Paján y del Ecuador. Actualmente reside en la ciudad de Guayaquil, donde ejerce como catedrática de la Universidad de las artes. 
Biografía:  Siomara España Muñoz (Paján, 4 de enero de 1976) es una poeta pajanense que realizó sus estudios superiores en la Facultad de Filosofía de la Universidad de Guayaquil, donde obtuvo la Licenciatura en Literatura y Español y el premio Contenta en la misma Universidad. Sus estudios de cuarto nivel los realizó en España Madrid, donde residió  y estudió en la Universidad Autónoma de Madrid (UAM) donde 
obtuvo el título de Doctora en Estudios Artísticos, Literarios y de la Cultura, mereciendo el más prestigiosos reconocimiento de esta universidad,  premio Cum Lude. 
En su trayectoria poética ha tenido una fructífera carrera, y ha  publicado libros de poesía y libros de ensayo, de textos educativos entre otros. 
libros de poesía publicados: 
2007 – Concupiscencia, Editorial El Ángel, Quito, Ecuador.
2008 – Alivio demente, Editorial Alpamanda, Quito, Ecuador.
2010 – De cara al fuego, Editorial El Ángel, Quito, Ecuador.
2012 – Contraluz, Editorial La One Wit Wonder Cartonera, Guayaquil.
2013 – Jardines en el aire, Editorial Mar Abierto, Manta, Ecuador.
2014 – El Regreso de Lolita, Editorial El Quirófano, Guayaquil, Ecuador.
2016 – Construcción de los sombreros encarnados / Música para una muerte inversa, Editorial Polibea, Madrid.
2016 – Jardines en el Aire, Traducido íntegramente al árabe,  Editorial Hafa de Egipto-Alejandría.
2017 – De otros cielos y una luz al alba, Editorial La Chifurnia, El Salvador-Puerto Rico.
2017– La Maison vide” Traducción al francés por la editorial Encres Vives, Francia.
2018 – Celebración de la memoria, Editorial Huerga y Fierro, Madrid, España.
2018 – Vigilia,  Universidad de Cuenca, Ecuador.